# غايال

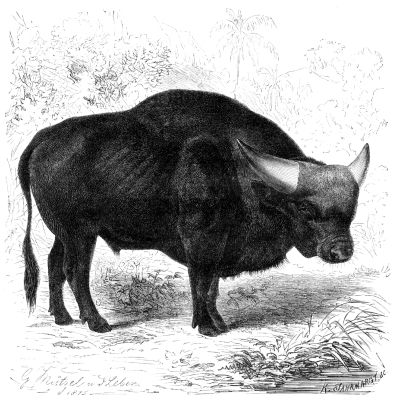
الغايال.

الغايال أو الجَيْهل أو المِيطان هو ثورٌ نصف برّي من فصيلة البقريات ورتبة مُزدوجات الأصابع. اختلف العلماء في شأن الجيهل، فاعتبره بعضهم شكلاً مُرَوَّضاً أو مُدَجّناً من الثور البري الضخم المعروف باسم «الغَور» Gaur في حين عَدَّهُ بعضهم الآخر نوعاً قائماً بذاته.